# Numerele de înmatriculare auto în Croația

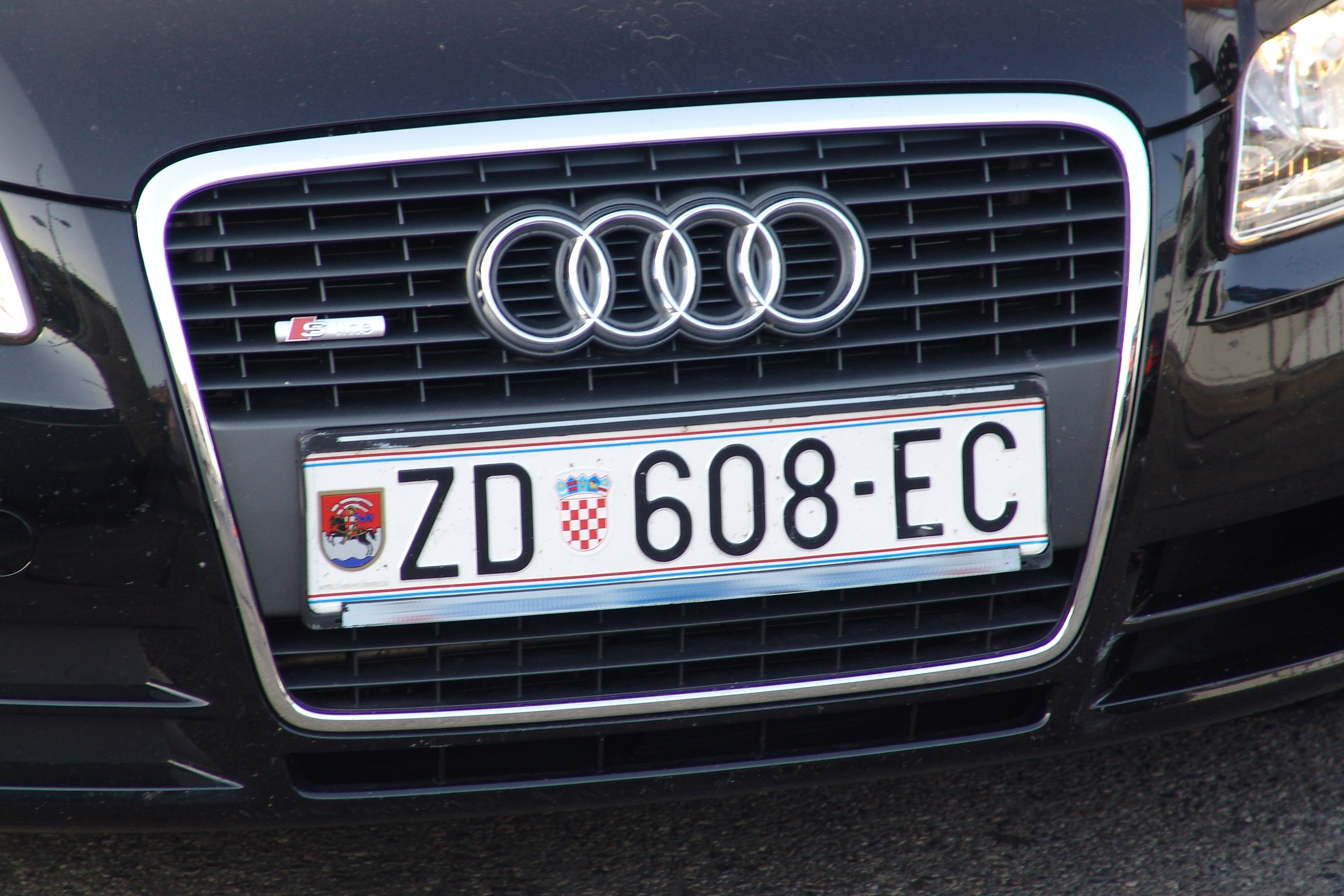
Număr de înmatriculare folosit pe vehicule private și comerciale. ZD înseamnă Zadar. Emblema din stânga este un autocolant personalizat.

Numerele de înmatriculare sunt formate din două litere care indică codul orașului urmat de trei sau patru cifre și de două cifre.
Codurile oraselor
| - BJ - Bjelovar-Bilogora - BM - Beli Manastir - ČK - Čakovec - DA - Daruvar - DE - Delnice - DJ - Đakovo - DU - Dubrovnik - GS - Gospić - IM - Imotski - KA - Karlovac - KC - Koprivnica - KR - Krapina | - KT - Kutina - KŽ - Križevci - MA - Makarska - NA - Našice - NG - Nova Gradiška - OG - Ogulin - OS - Osijek - PS - Slatina - PU - Pola - PŽ - Požega - RI - Rijeka - SB - Slavonski Brod | - SK - Sisak - SL - Slatina - SP - Požega - ST - Split - ŠI - Šibenik - VK - Vinkovci - VT - Virovitica - VU - Vukovar - VŽ - Varaždin - ZD - Zadar - ZG - Zagreb - ŽU - Županja |